# Диселенид родия
Диселенид родия — бинарное неорганическое соединение
родия и селена
с формулой RhSe2,
кристаллы.

## Получение
- Нагревание стехиометрических количеств чистых веществ:

{\displaystyle {\mathsf {Rh+2Se\ {\xrightarrow {900^{o}C}}\ RhSe_{2}}}}

## Физические свойства
Диселенид родия образует кристаллы
кубическая сингонии,
пространственная группа P a3,
параметры ячейки a = 0,6012 нм, Z = 4,
структура типа дисульфида железа FeS2
.